# Cremallera de Montserrat
El Cremallera de Montserrat és el ferrocarril que uneix Monistrol de Montserrat amb el Monestir de Montserrat, mitjançant la tècnica de cremallera. Fou inaugurat el 6 d'octubre de 1892, i construït per Ferrocarrils de Muntanya de Grans Pendents. El 1957 es clausurà. Ferrocarrils de la Generalitat de Catalunya el recuperà i el reinaugurà l'11 de juny de 2003.
Aquest tren cremallera i el cremallera de Núria són els únics trens cremallera a Catalunya i en servei arreu de la península Ibèrica.

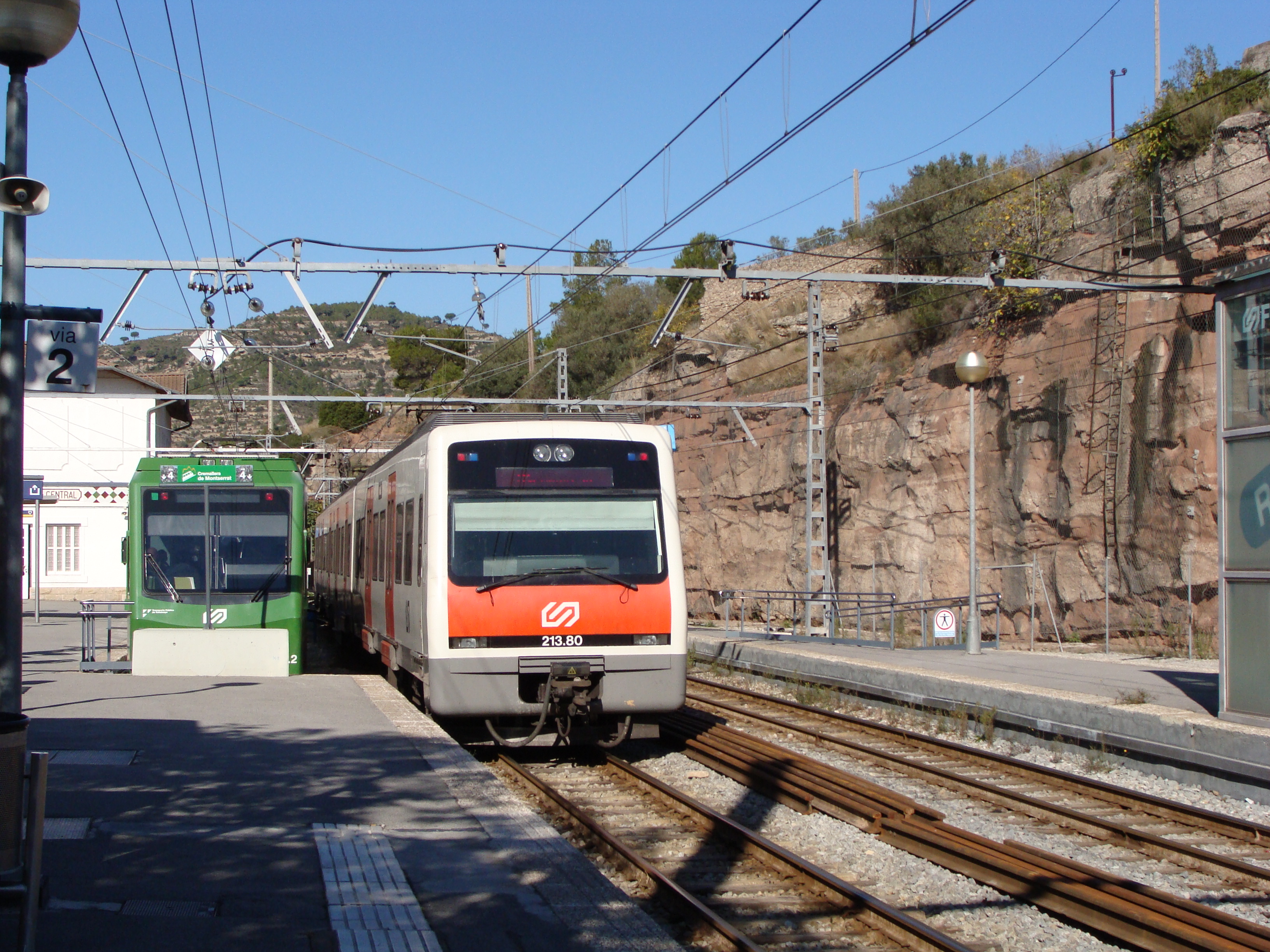
Enllaç del Cremallera amb la línia R5 a l'estació de Monistrol de Montserrat

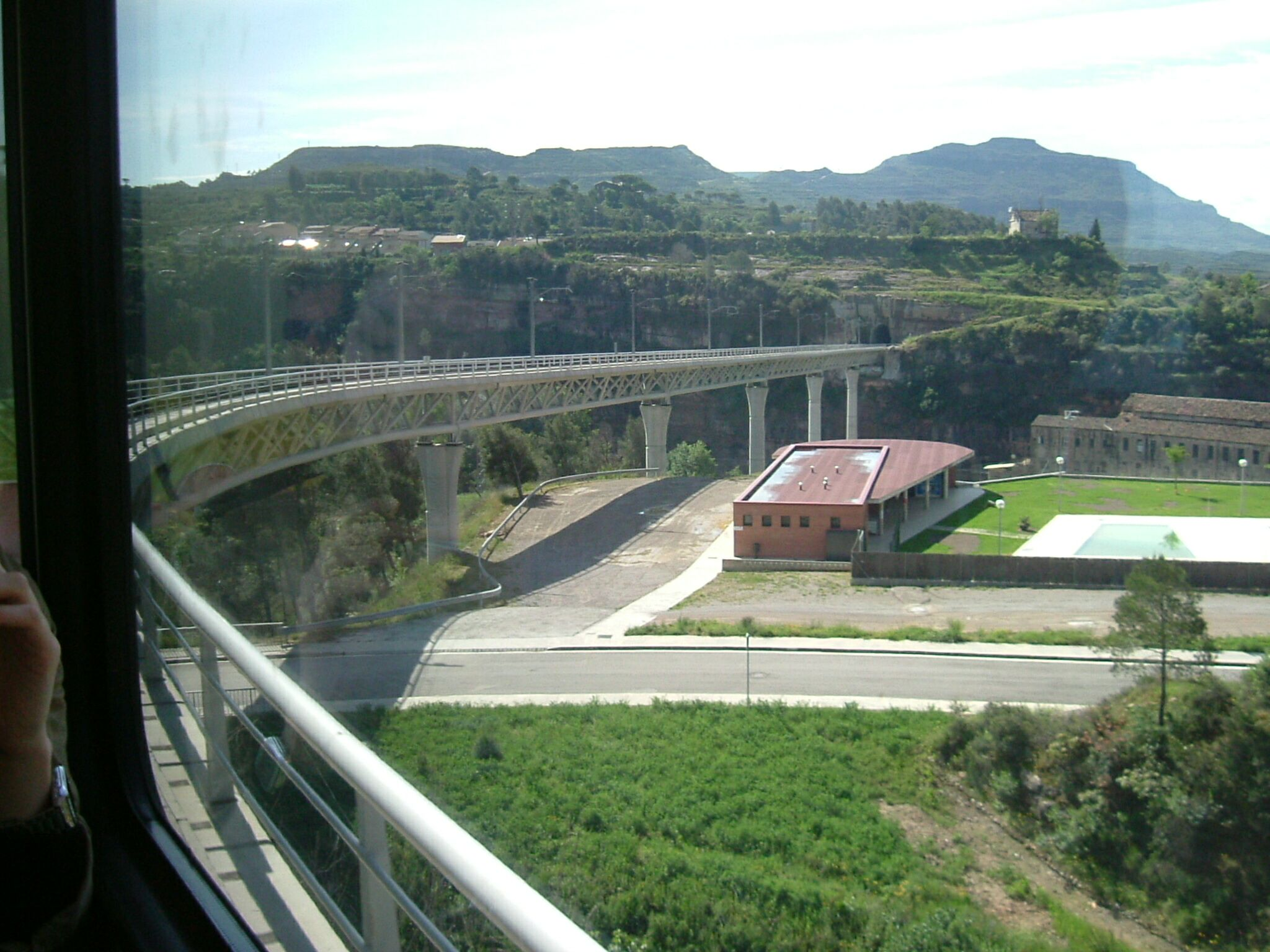
Pont del Centenari sobre el riu Llobregat

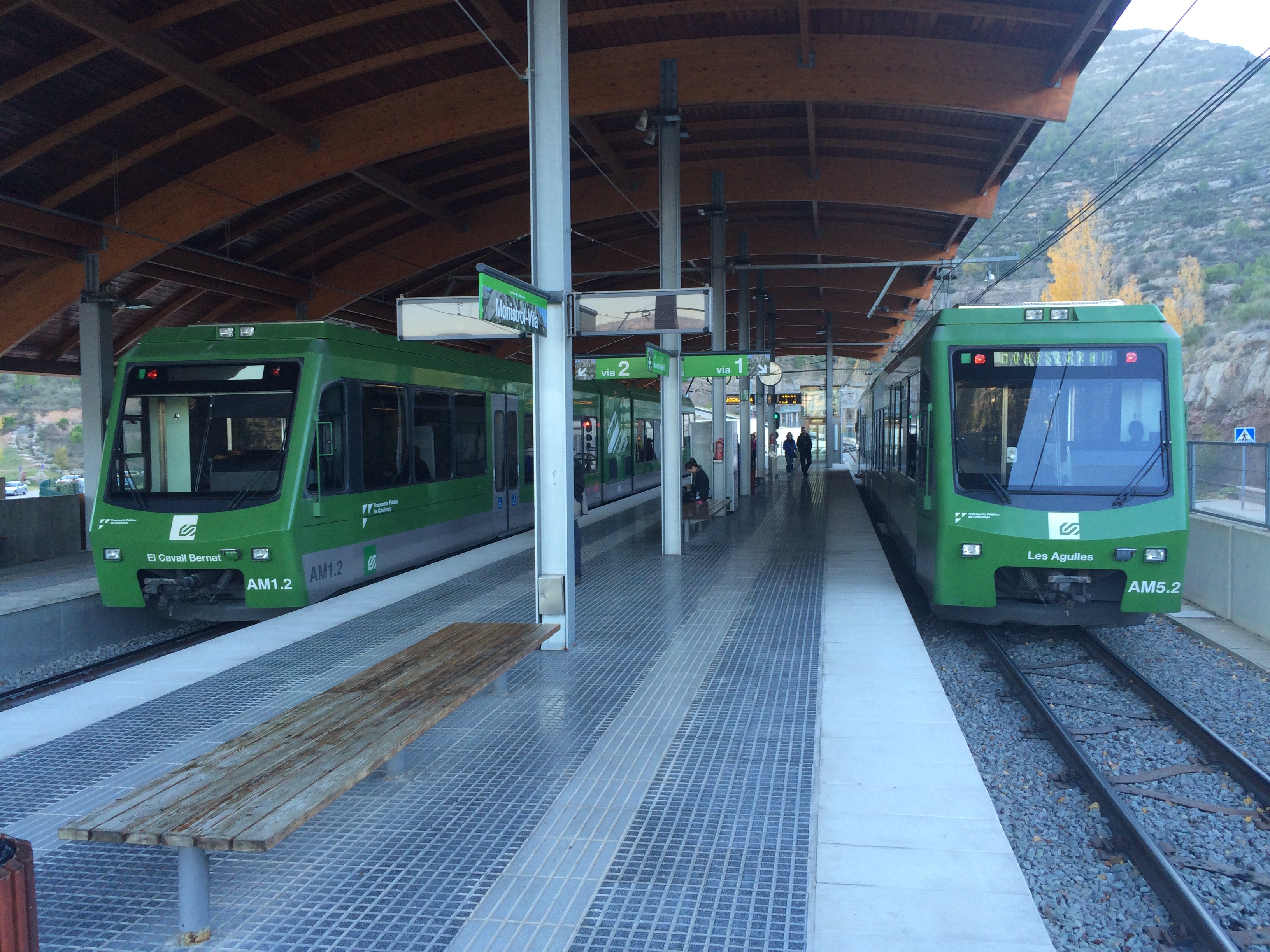
Estació de Monistrol-Vila

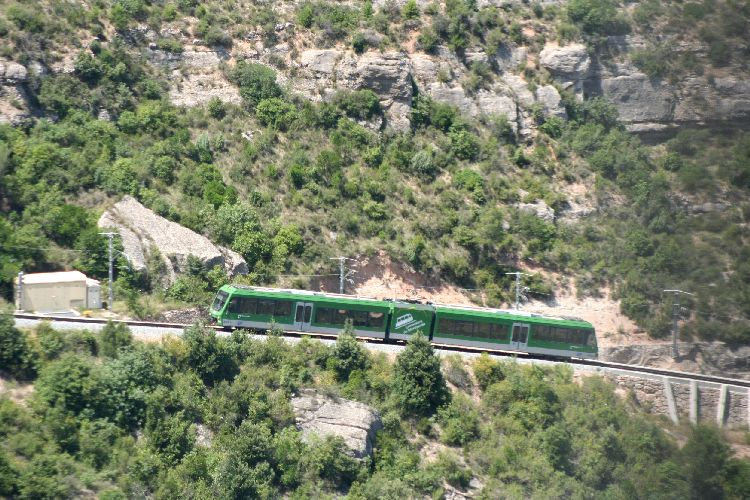
Ascensió del tren cremallera amb rampes del 15%

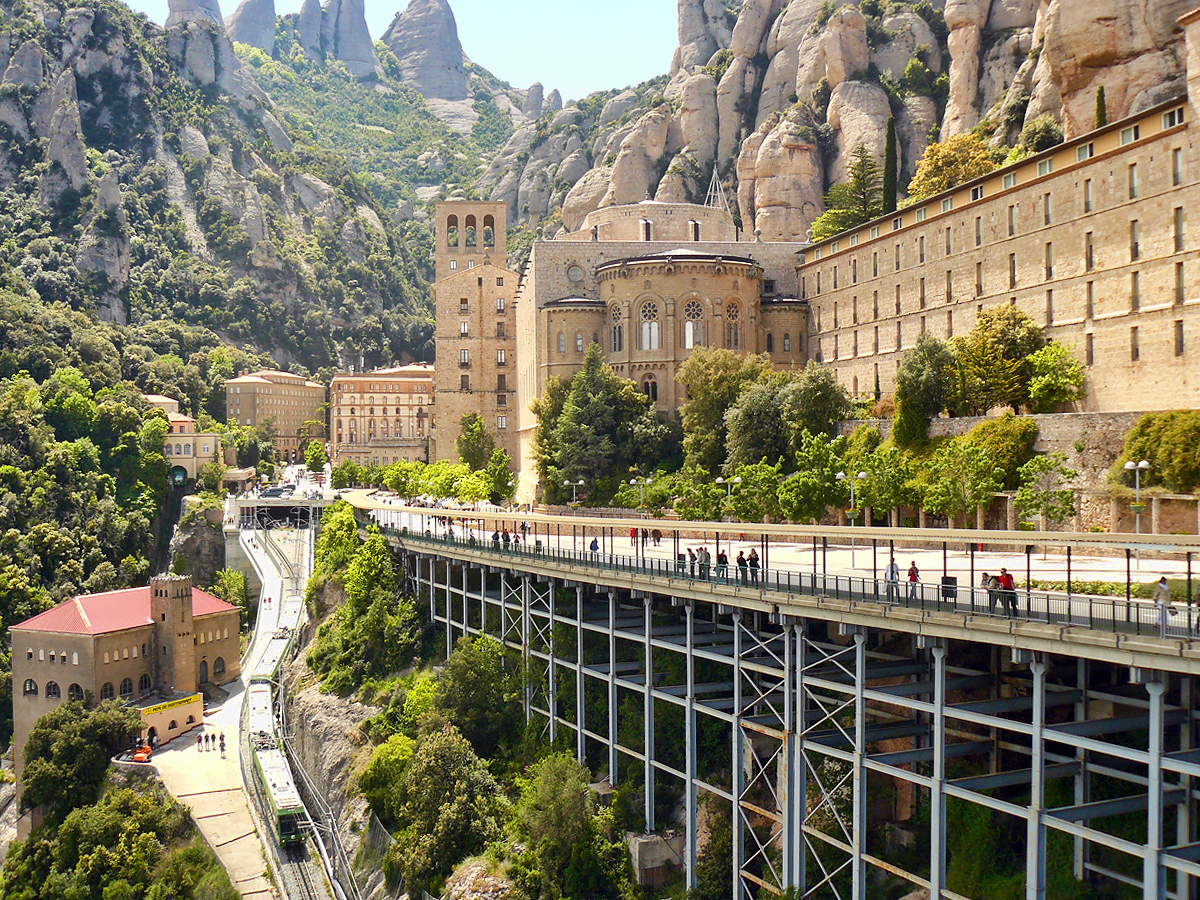
El cremallera arribant al Monestir

## Història

### Projecte i construcció
A finals del segle xix sorgeix la necessitat de millorar l'accés al Monestir de Montserrat, a causa de l'increment constant de visitants.
L'enginyer Joaquim Carrera i l'empresari Josep M. Gonzalez són els impulsors de la idea de fer un tren cremallera que unís Monistrol de Montserrat (on s'ubicava la línia Barcelona-Manresa d'ample ibèric de la companyia Ferrocarrils del Nord) amb el Monestir.
El 1880 es presenta el projecte al Senat i 1 any més tard hi dona el vistiplau. Mesos més tard es constitueix la societat Ferrocarrils de Muntanya de Grans Pendents.
La societat refà el projecte amb un traçat més curt, ample de via mètric i sistema Abt el 1890; i el presenta al govern, que li donarà llum verda el 1891.
Al setembre se n'inicia la construcció i, 13 mesos més tard, el 6 d'octubre de 1892 el cremallera de Montserrat entra en servei.

### Consolidació
El 1905 la línia s'allarga finalment fins a l'estació de Monistrol Nord per enllaçar amb la dels Ferrocarrils del Nord corresponent a la línia Barcelona-Manresa-Lleida, tal com estava previst al projecte inicial.
Durant el principi d'aquell segle es duen a terme millores a les estacions i s'incrementa la capacitat de la línia amb el perllongament de la doble via al mig del traçat i l'ampliació d'andanes, que permeten la utilització de més trens.
El 1922 la Companyia de Ferrocarrils Catalans posa en servei la línia Martorell-Manresa i crea una estació de correspondència amb el cremallera.

### Deteriorament i tancament
La inauguració de l'Aeri de Montserrat i la millora del transport per carretera incrementen la competència per accedir al Monestir als anys 30.
Durant la Guerra Civil el cremallera es fa servir per traslladar ferits a l'hospital militar que es va situar al Monestir i la línia va tancar als passatgers. Els següents anys de postguerra suposen dificultats econòmiques i una paralització de les inversions de millora i renovació de la línia. Tot i així, durant els anys 40 s'aconsegueix la xifra més gran de passatgers al cremallera.
El 1953 es produeix un greu accident on un comboi que pujava cap al Monestir va iniciar un moviment descendent i va arrossegar-ne un altre que ascendia també en sentit contrari descendent, tot provocant una col·lisió uns centenars de metres més avall amb un tercer tren. El resultat van ser 8 morts i més de 160 ferits, una dotzena de greus.
L'accident va suposar una creixent desconfiança cap a la utilització del cremallera per accedir al Monestir, fet que va fer agreujar els problemes econòmics de la companyia ferroviària i feia inviable les fortes inversions necessàries en infraestructura i en trens per garantir un bon servei que s'havien anat posposant durant les 3 darreres dècades. El creixent deteriorament de la línia tant d'infraestructura com de trens acaben suposant el tancament del cremallera el 12 de maig de 1957.

### Recuperació
El 1999 es presenta un projecte per a la recuperació del cremallera de Montserrat, per fer front a la creixent congestió en els accessos viaris a la muntanya.
FGC es fa càrrec de la redacció del projecte i de l'explotació de la línia. Es recupera la pràctica totalitat de l'antic traçat entre el Monestir i Monistrol-Vila, amb només petites modificacions com l'elevació en petits trams per eliminar els antics passos a nivell de la línia. Entre Monistrol-Vila i Monistrol-Enllaç es duu a terme un nou traçat, mitjançant un nou pont de 480 metres de llargària. L'antiga part entre Monistrol-Enllaç i l'estació de Castellbell i el Vilar es desestima.
El juliol del 2001 s'inicien les obres, el novembre del 2002 es col·loquen els primers rails i el març de l'any següent s'hi inicien les proves amb vehicles. L'11 de juny de 2003 s'obre al públic, 46 anys després de l'últim servei.

## Infraestructura
La nova línia aprofita majoritàriament l'antic traçat operat fins a 1957. Són 5,28 km de recorregut, dels quals 4,1 són de cremallera, des de la sortida de l'estació de Monistrol-Vila fins al Monestir. Un desnivell de més de 500 metres i amb pendents de fins al 15%.
Com en l'anterior cremallera, es va decidir l'ample de via mètric (1000  mm) i el sistema de cremallera Abt. Té via única en gairebé tot el traçat amb l'excepció de 400 metres a la meitat del recorregut on es creuen els trens ascendents i descendents. Aquest cop, la totalitat de línia està electrificada a 1500 volts de corrent continu.
Destaca el pont del Centenari sobre el riu Llobregat de 480 metres de llargària i suportat per 8 pilars de fins a 35 metres. Al llarg del recorregut hi ha 4 túnels, 3 dels quals ja construïts per a l'anterior cremallera (Monistrol, l'Àngel i Apòstols) mentre que l'únic de nova construcció és el túnel de La Foradada, que connecta amb el pont del Centenari.

## Material mòbil

### Material actual
Originalment es van adquirir 5 automotors articulats per a Ferrocarrils de la Generalitat de Catalunya a Stadler, per a la reobertura de la línia el 2003; i van ser anomenats segons els cims que envolten el Monestir: AM1 El Cavall Bernat, AM2 Sant Jeroni, AM3 El Montgròs, AM4 Els Flautats i AM5 Les Agulles. Tenen una capacitat de 200 passatgers i circulen fins a 45 km/h en la secció normal i fins a 30km/h en la secció del cremallera.
El cremallera de Núria també va rebre automotors d'aquest tipus. Se'n van adquirir dues unitats similars numerades com a A10 i A11. Per ampliar capacitat a Montserrat (i poder posar fins a 5 composicions dobles), FGC va decidir traslladar-los des de Núria (on han estat substituïts per 4 nous cotxes i una locomotora) a Montserrat. El 24 de juny de 2020, l'automotor A10 ja estava fent serveis a Montserrat i ja duia la decoració pertinent. També s'ha rebatejat com a La Roca Foradada, tot i que la numeració es manté com a A10. Es preveu traslladar l'A11 properament.
També hi ha una locomotora, la D9, utilitzada per a treballs de manteniment de la línia.
| Imatge | Sèrie        | Quantitat | Números                                             | Anys de construcció | Fabricant    | Observacions |
| ------ | ------------ | --------- | --------------------------------------------------- | ------------------- | ------------ | --- |
|        | AM1-AM5, A10 | 6         | AM1.1-AM1-AM1.2 a AM5.1-AM5-AM5.2 i A10.1-A10-A10.2 | 2002                | Stadler Rail | Model GTW 2/6 de Stadler, en composició Rc-M-Rc. Automotor A10 traslladat a Montserrat des del Cremallera de Núria. Després de ser repintat, va entrar en servei al Cremallera de Montserrat el 24 de juny de 2020. |
|        | D9           | 1         | D9                                                  | 1994                | Stadler Rail | Locomotora adquirida inicialment per al Cremallera de Núria. Va ser enviada a Montserrat el 2006. |
|        | 256          | 1         | 256.01                                              | 2020                | Stadler Rail | Locomotora dual i mixta adherència-cremallera per a trens de treballs en aquesta línia i a la línia Llobregat-Anoia.                                                                                                |

### Material fora de servei
Locomotores de vapor d'època de Ferrocarrils de Muntanya de Grans Pendents de la 1a etapa del cremallera:

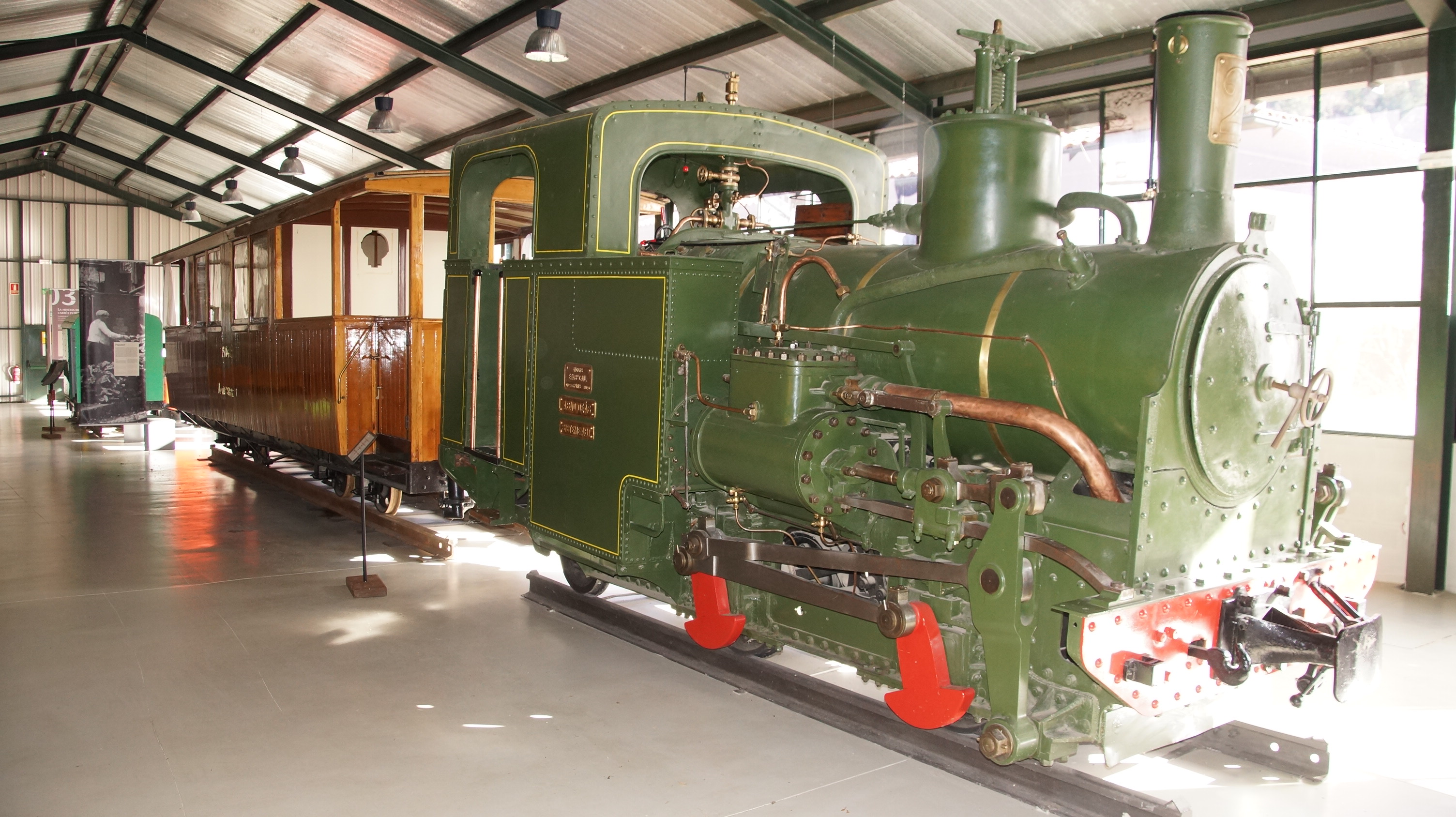
Locomotora número 4 Victor Balaguer, en servei des del 1892 fins al 1957

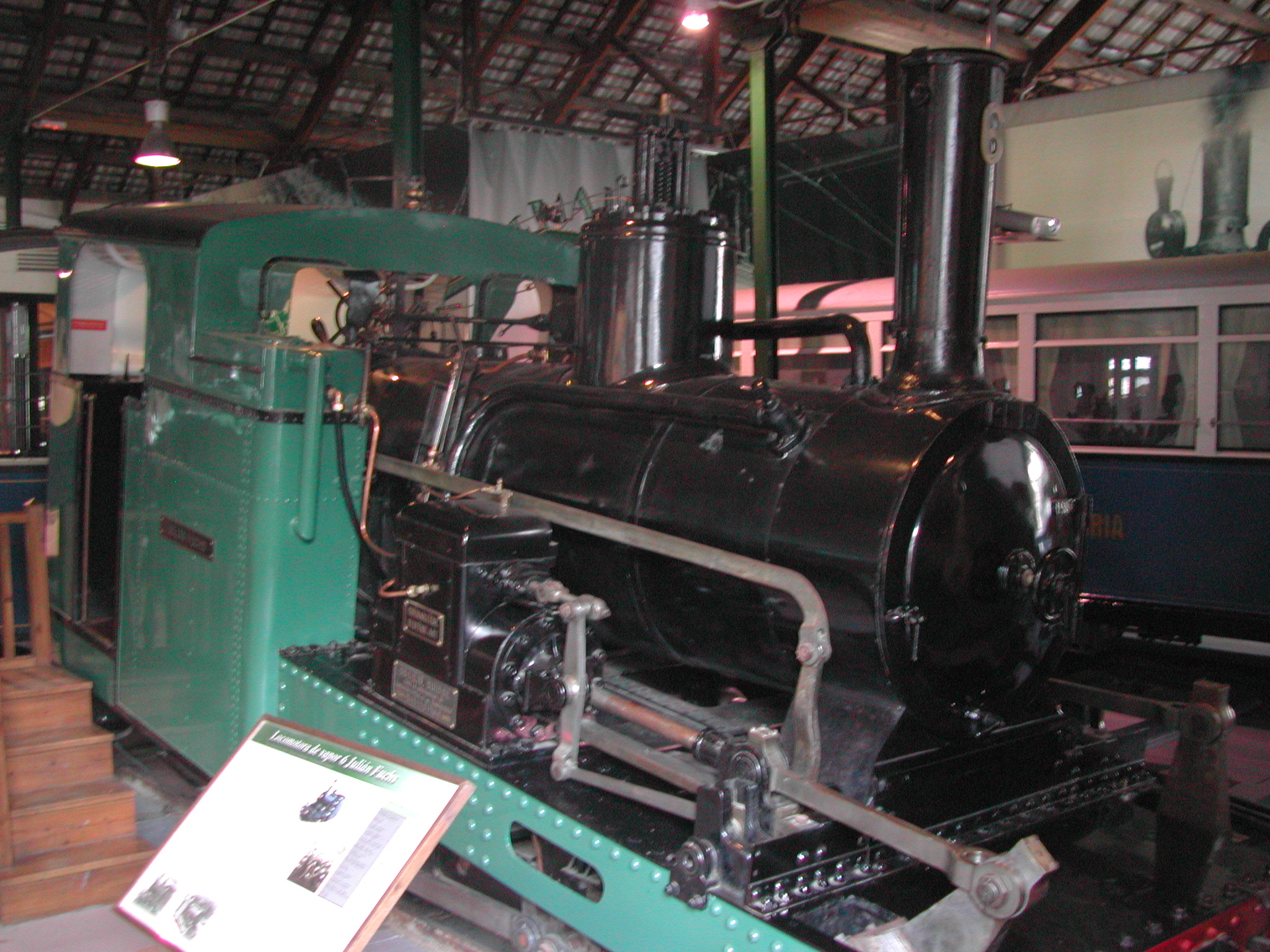
Locomotora de vapor número 6 Julian Fuchs

| Tipus | N° | Nom                 | Constructor | N° Const | Any  | Notes |
| 021T  | 1  | Verge de Montserrat | AEC         | 2352     | 1892 | |
| 021T  | 2  | Monistrol           | AEC         | 2353     | 1892 | Després de l'accident del 1953 va portar la Placa de "Abat Deàs" (ex 5). Preservada pel RACC.                            |
| 021T  | 3  | Sant Jeroni         | AEC         | 2354     | 1892 | Desballestada a causa de l'accident del 1953.                                                                            |
| 021T  | 4  | Víctor Balaguer     | AEC         | 2355     | 1892 | Monistrol Vila, expreservada per un particular.                                                                          |
| 021T  | 5  | Abat Deàs           | AEC         | 2356     | 1892 | Desballestada a causa de l'accident del 1953.                                                                            |
| 021T  | 6  | Julian Fuchs        | SLM         | 748      | 1892 | 1920 ex GGB. Actualment propietat de FGC. Exposada a l'estació de Ribes-Vila del cremallera de Núria, a Ribes de Freser. |
| 021T  | 7  | Elías Rogent        | SLM         | 2797     | 1921 | Desballestada el 1972.                                                                                                   |
| 021T  | 8  | Conde de Lavern     | SLM         | 2872     | 1923 | Preservada per un particular.                                                                                            |

## Cronologia
- El 31 de desembre de 1881 es constitueix la societat Ferrocarrils de Muntanya de Grans Pendents.[5]
- El 27 de juliol de 1882 s'aprova la concessió.[5]
- El 5 de maig de 1892 els obrers que perforen el túnel dels apòstols es troben a la meitat.[5]
- El 6 d'octubre de 1892 s'inaugura oficialment el Cremallera.[5]
- El 1895 s'obre el baixador de la Bauma.[5]
- El 1905 es clausura l'estació de Monistrol Partida i es fa arribar el cremallera a l'estació de la Companyia dels Camins de Ferro del Nord d'Espanya.[5]
- El 29 d'octubre de 1922 s'inaugura l'enllaç amb la Companyia General dels Ferrocarrils Catalans.[5]
- El 18 de juliol de 1936 els sindicats assumeixen el control del ferrocarril.[5]
- El 25 de juliol de 1953 es produeix un greu accident.[5]
- El 12 de maig de 1957 se suspèn el servei.[5]
- El 1991 Ferrocarrils de la Generalitat de Catalunya presenta un projecte per recuperar el ferrocarril.[6]
- El 1999 es presenta públicament el projecte.[6]
- El juliol de 2001 s'inicien les obres.[6]
- L'11 de juny de 2003 s'inaugura el nou cremallera.[6]